# Droga N998 (Holandia)
Droga prowincjonalna N998 (nid. Provinciale weg 998) – droga prowincjonalna w Holandii, w prowincji Groningen. Łączy drogę prowincjonalną N363 w Usquert z obszarem zabudowanym w Middelstum.
N998 to droga jednopasmowa o maksymalnej dopuszczalnej prędkości 80 km/h. W gminie Eesmond przyjmuje ona kolejno nazwy: Zijlsterweg, Hoofdstraat, Provincialeweg, Usquerderweg i Middelstumerweg. W gminie Loppersum przyjmuje nazwę Molenweg.